# 豊予海峡地震

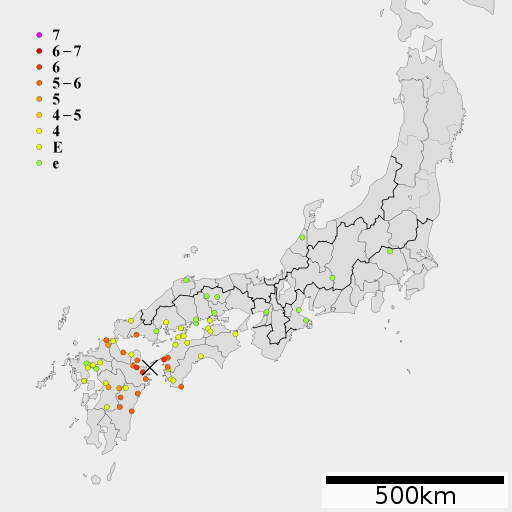
豊予海峡地震の震度分布

豊予海峡地震（ほうよかいきょうじしん）は、江戸時代後期の1854年12月26日（嘉永7年/安政元年11月7日）辰下刻-巳上刻（9-10時頃）に、豊予海峡を震源として発生したマグニチュード(M)7.4の地震である。豊予地震、豊予大地震とも呼ばれる。

## 概要
震源は現在の九州の大分県と四国の愛媛県との間にある豊予海峡のやや大分県寄りで、安芸灘から伊予灘を経て豊後水道に至る領域を震源とするプレート内地震のひとつと考えられる。
この地震の直前には、12月23日の安政東海地震(M8.4)、12月24日の安政南海地震(M8.4)と巨大地震が相次いで発生している。本地震は南海地震の約40時間後に発生し、豊前では南海地震より強く感じられた。
河角廣(1951)は規模MK = 4.3 を与え、マグニチュードは M = 7.0に換算されている。宇佐美(2003)は M = 7.3-7.5と推定している。

## 地震の記録
本地震に関する古記録は東海地震および南海地震と共に記されている。
伊予の吉田（『赤松家文書』）、宇和島（『地震海溢記』）、豊後の佐伯（『御用日記』）、延岡（『日記』）、および豊前小倉（『鈴木大雑集』）では、五日の地震よりも一層烈しいものであったと記録されている。
南海地震は中国の上海郊外の嘉定付近でも有感であったとされるが、これを記述した同史料である『中国地震歴史資料彙編』には、12月26日、上海において「辰刻地大震」とも記録され、震央距離約1000kmにおいて本地震の揺れが南海地震より強く感じられたことが示唆される。
この地震では津波は無かったとされており、宇和島では潮は平常と相変らずと記録されているが（『大控』）、佐伯では「浦々高浪之趣」と記録されている（『御用日記』）。
| 街道                                                      | 推定震度 |
| --------------------------------------------------------- | --- |
| 畿内                                                      | 大坂(e) |
| 東海道                                                    | 津(M), 伊勢(M) |
| 東山道                                                    | 馬籠(M) |
| 北陸道                                                    | 金沢(e) |
| 山陰道                                                    | 松江(M), 邑智(e), 萩(E) |
| 山陽道                                                    | 津山(e), 勝山(e), 岡山(e), 児島(E), 福山(e), 鞆(M),広島(4), 岩国(e), 徳山(5-6) |
| 南海道                                                    | 松茂(E), 徳島(e), 多度津(E), 琴平(E), 小松(S), 今治(E), 松山(E), 大洲(5-6), 八幡浜(6), 吉田(5-6), 宇和島(E), 野村(E), 一本松(E), 高知(E), 土佐清水(5-6), 宿毛(5) |
| 西海道                                                    | 小倉(5), 芦屋(5-6), 木屋瀬(5), 久留米(E), 多久(e), 小城(e), 白石(E), 佐賀(E), 諫早(S), 柳川(e), 熊本(E), 仏原(5), 牛ヶ瀬(5), 豊野(E), 坂本(E), 人吉(E), 中津(5-6), 宇佐(5), 杵築(5-6), 日出(5), 別府(6), 大分(6), 臼杵(6), 佐伯(5-6), 高千穂(E), 椎葉(5-6), 米良(5-6), 延岡(5-6), 高鍋(E) |
| S: 強地震(≧4), E: 大地震(≧4), M: 中地震(2-3), e: 地震(≦3) | |

## 被害
2日前に発生した安政南海地震と被害地域が重なるため、現存する記録からはいずれの地震による被害か区別が困難であるが、豊後国鶴崎で100棟の家屋が倒壊した。別府では200軒、府内では400軒余潰家となり死者数は不明という（『震動記』）。
伊予の松山、大洲、伊予吉田、豊後の杵築、日出、岡、臼杵、佐伯では、五日の南海地震は破損が生じた程度であったが、七日の地震では潰家を生じた。豊前小倉では南海地震による被害記録は見当たらないが、七日の地震では潰家、死者も出た（『鈴木大雑集』）。肥後人吉では幕府への被害の届け出に、「去月五日申中刻、同七日辰下刻古来より無之大地震にて、住居向始城内外・櫓・塀・門等及大破、潰候場所も有之」とあり、両地震の被害を区別できない（『御届』）。
なお、安政南海地震では、豊後国内において府内藩で死者18人、家屋全壊4,546棟、臼杵藩で家屋全壊500棟の被害があったとされるが、上述のとおり両地震の被害の峻別は困難であり、この中には豊予海峡地震による被害が含まれている可能性がある。